# Wilhelm Friedrich August Mackensen
Wilhelm Friedrich August Mackensen (häufig auch Wilhelm Mackensen; * 4. April 1768 in Wolfenbüttel; † 14. August 1798 in Kiel) war ein deutscher Philosoph.

## Leben
Er studierte ab 1786 an der Universität Helmstedt und nachfolgend ab 1788 an der Universität Göttingen, wo er den Magistergrad in Philosophie erlangte und zum Dr. phil. promoviert wurde. Er ging an die Universität Kiel, an der 1795 seine Habilitation erfolgte. Er lehrte anschließend als Privatdozent der Philosophie und wurde 1796 oder 1797 Adjunkt der philosophischen Fakultät. Er unternahm einige dichterische Versuche und wandte sich dann der Sprachbetrachtung und philosophischen Themen zu. Bereits zwei Jahre später wurde er Opfer einer Ruhrepidemie. Zeitgenossen schätzten Mackensen als einen Lessing verwandten Geist.

## Werke (Auswahl)
- Letztes Wort über Göttingen und seine Lehrer: Mit unter wird ein Wörtchen raisonnirt, Leipzig 1791.
- Beyträge zur Kritik der Sprache, Wolfenbüttel 1794.
- Untersuchungen über den Nationalcharakter in Beziehung auf die Frage: Warum giebt es kein deutsches Nationaltheater?, 1794.
- Kant’s Erklärung des Lachens erläutert und Herrn Platner’s Theorie des Lächerlichen geprüft, 1794.
- Ueber den Ursprung der Sprache, 1797.
- Grundzüge zu einer Theorie des Abstractionsvermögens, Renger, Halle 1799.